# Rusovce

Městská část v rámci Bratislavy

Rusovce (maďarsky Oroszvár, německy Karlburg, chorvatsky Rosvar) jsou městská část Bratislavy na pravém břehu Dunaje, jižně od městských částí Petržalka a Jarovce v okrese Bratislava V. 
Rusovce jsou největší bratislavskou městskou částí na jih od Petržalky a svým charakterem připomínají menší město. Je zde památková zóna.

## Historie
Na jejich území se v druhém až čtvrtém století nacházela římská Gerulata a dnes je tam příslušná muzejní expozice. Původně samostatná obec Rusovce se poprvé vzpomíná roku 1266, kdy měla převážně zemědělský charakter. V středověku se sem přistěhovalo mnoho Chorvatů. Koncem 19. století byli všichni obyvatelé Němci (zřejmě poněmčení Chorvati). Roku 1918 se Rusovce nestaly součástí Československa, ale zůstaly spolu s Jarovcemi a Čunovem v Maďarsku, až k 15. říjnu 1947 byly, na základě mírové smlouvy s Maďarskem, připojeny k Československu a roku 1972 k městu Bratislava.

## Historické památky
Rusovce jsou známé četným výskytem historických památek. Z památek sakrální architektury k nim patří římskokatolický kostel sv. Máří Magdaleny z roku 1662, kostel sv. Víta ze 17. století a evangelický kostel a. v. ze začátku 19. století.
Nejvýznamnější historickou památkou Rusovců je zdejší kaštel s anglickým parkem, přestavěný v 2. polovině 19. století v tzv. windsorském slohu. V současnosti je delší dobu pro veřejnost nepřístupný.
Kromě těchto památek se zde nachází několik památek drobné architektury - sloup Nejsvětější Trojice z roku 1748, morový sloup před kostelem sv. Máří Magdalény z roku 1719, mauzoleum Laury Henckelové (manželky předposledního majitele rusovského panství Huga Henckela von Donnersmarck), postavené v roce 1884 v neogotickém slohu (původně stálo naproti kostelu sv. Víta, od roku 1908 tvoří dominantu místního hřbitova), sloup Piety z roku 1742 i několik křížů.

## Galerie

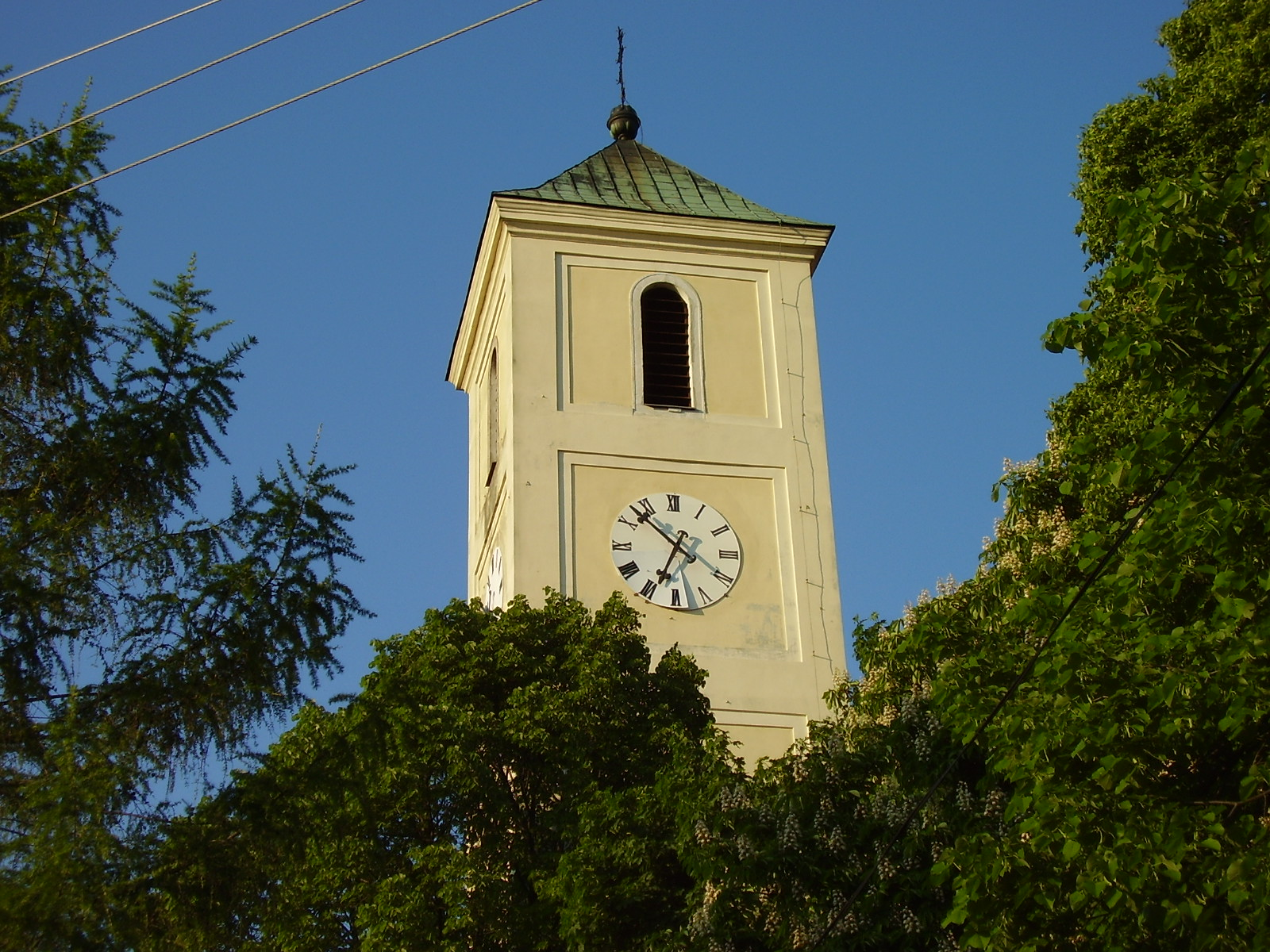
Kostel
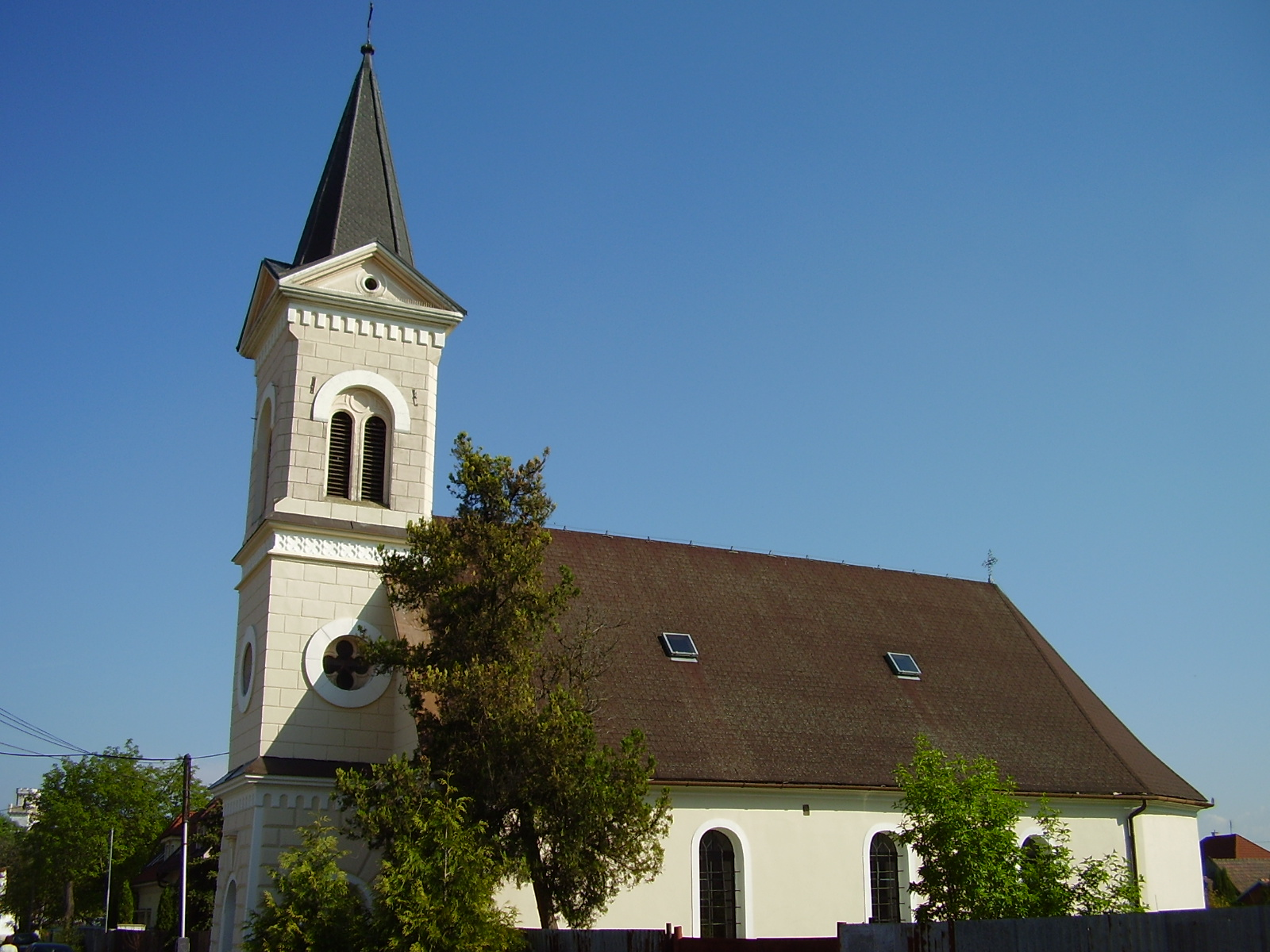
Evangelický kostel
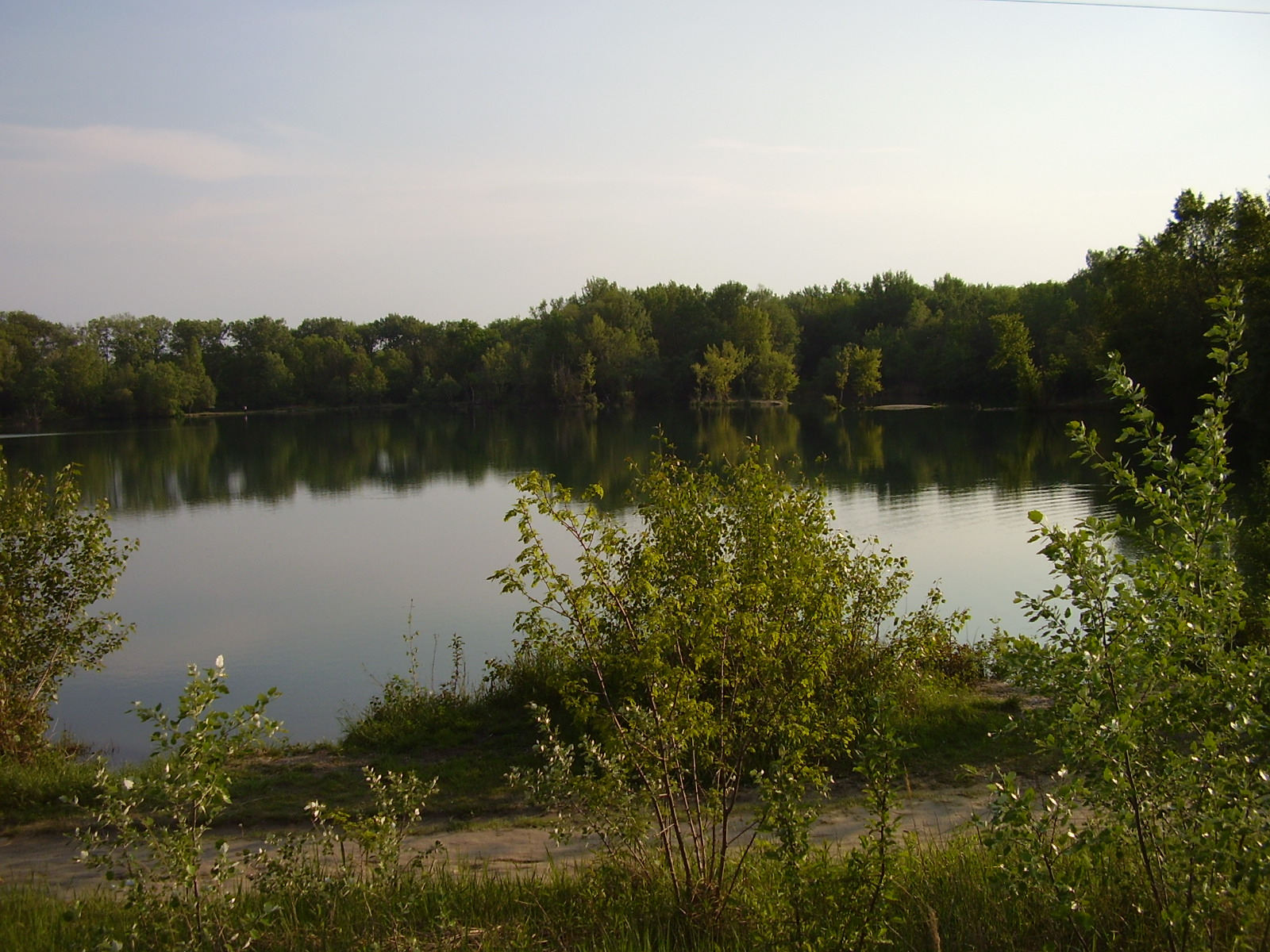
Rusovecké jezero
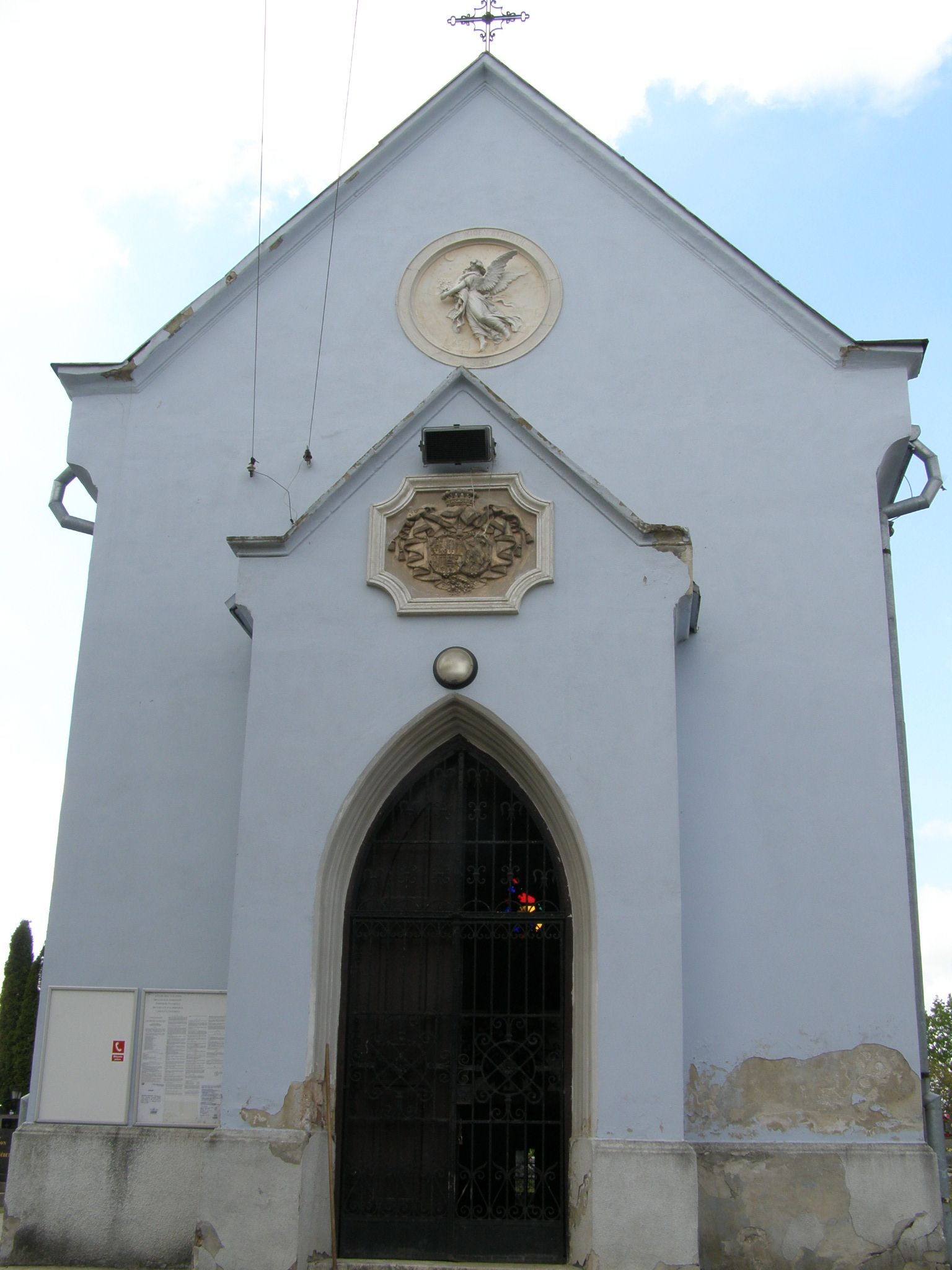
Mauzoleum Laury Henckelové